# Geophagus surinamensis
A Geophagus surinamensis a sugarasúszójú halak (Actinopterygii) osztályának sügéralakúak (Perciformes) rendjébe, ezen belül a bölcsőszájúhal-félék (Cichlidae) családjába tartozó faj.

## Előfordulása
A Geophagus surinamensis előfordulási területe a dél-amerikai Surinameban levő Saramacca- és Suriname-folyók, valamint a Francia Guyanába is átfolyó Marowijne-folyóban van.

## Megjelenése
A kifejlett példány átlagos hossza 14,8 centiméter; azonban néha 30 centiméteresre is megnőhet.

## Életmódja
Trópusi és édesvízi halfaj, mely főleg az iszapos és homokos meder fenék közelében tartózkodik. A 22-25 Celsius-fokos vízhőmérsékletet és a 6-8 pH értékű vizet kedveli. Nem túl gyakori halfaj; sokszor a rokon Geophagus harreri-val társul. Habár mindenevőnek számít, inkább a növényi eredetű táplálékot kedveli.

## Szaporodása
A felnőttek párt alkotnak. Ikráikat és a fiatal ivadékokat a szájukban őrzik. Az ikrázás és ivadékgondozás alatt a felnőtt halak üregekbe húzódnak. Az ikrából való kikelés 3 napig tart; az ivadékok néhány hétig maradnak a szüleikkel.

## Felhasználása
Habár emberi fogyasztásra alkalmas, ezt a bölcsőszájúhalat főleg az akváriumok számára fogják ki.

## Képek

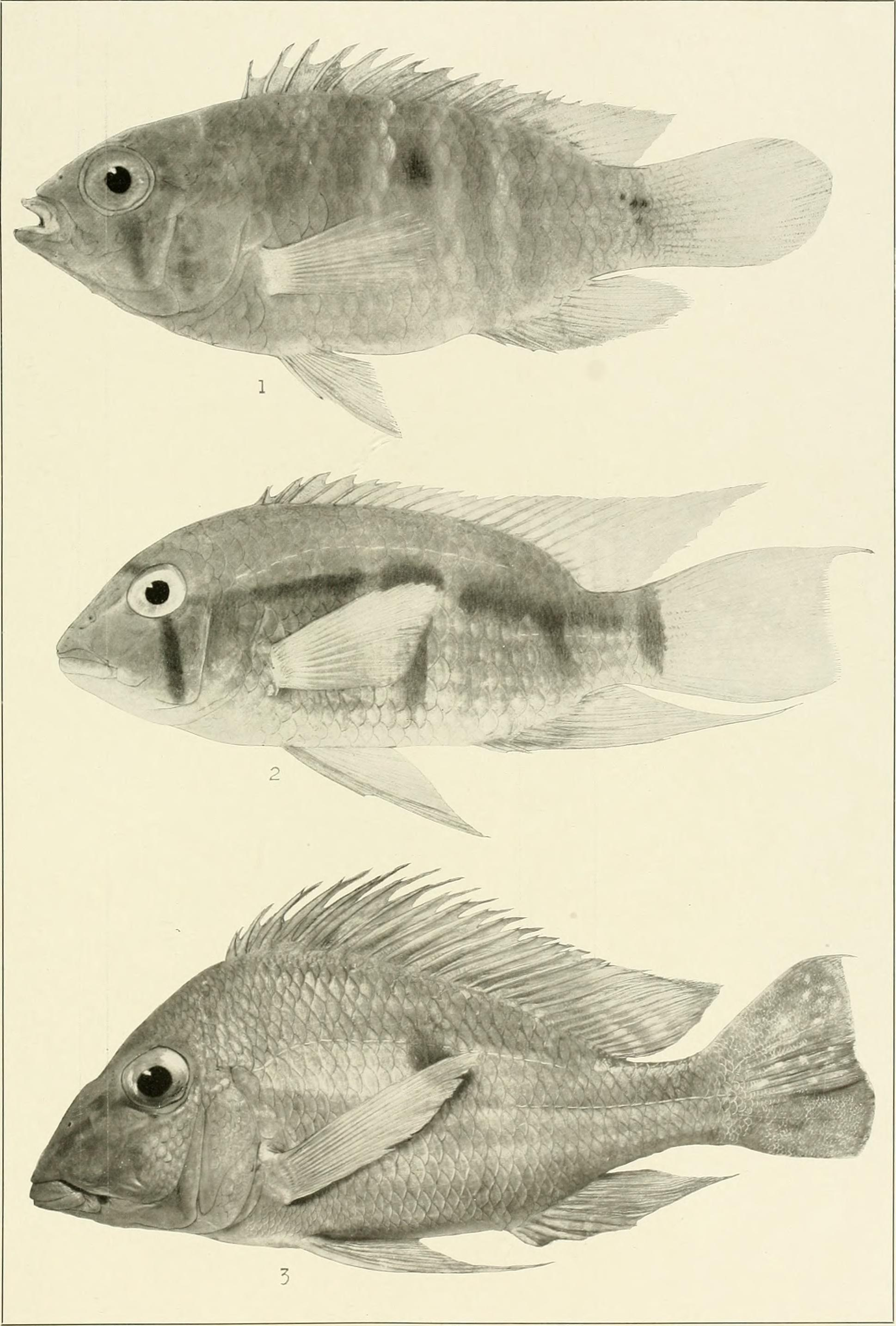
Rajz a halról; fentről a 3. a célfaj